# Sistema linear invariante no tempo
Sistemas lineares e invariantes no tempo são de importância central no estudo da engenharia elétrica, principalmente nas áreas de processamento de sinais e sistemas de controle.

## Definições
Neste artigo, sinais são variáveis, reais ou discretas que não mudam de valor com o tempo. Sinais ditos de entrada são definidos externamente, enquanto que o valor de sinais de saída são determinados pelos sistemas. A palavra sinal pode ter um significado mais específico nos estudos de sistemas de comunicação e da teoria da informação.
Um sistema é um conjunto de expressões matemáticas que determinam o valor de sinais de saída a partir dos valores de variáveis de entrada. Estas expressões podem representar, por exemplo, os efeitos de um algoritmo implementado por um processador digital, ou o modelo matemático de um filtro eletrônico, ou de um dispositivo mecânico.
Em projetos de engenharia, sistemas são usualmente vistos como blocos de processamento. Uma caixa preta é um sistema desconhecido, em que só temos acesso a algumas de suas variáveis de entrada e de saída.
Sistemas complexos podem ser decompostos em subsistemas mais simples. Um diagrama de blocos de um sistema é a sua representação a partir de elementos mais simples de processamento de sinais.
Quando não especificado neste artigo, estaremos considerando sistemas do tipo SISO, com uma única entrada e uma única saída, e com sinais de tempo contínuo.

## Constituição
A invariância no tempo implica simplesmente que a definição das operações dos blocos não pode mudar ao longo do tempo. As expressões das funções equivalentes dos blocos só podem depender das variáveis de entrada, e nunca do tempo.
A linearidade dos sistemas implica que todas operações utilizadas no processamento dos sinais de entrada serão lineares. Ou seja, qualquer sistema linear pode ser decomposto nos seguintes blocos de processamento:
- Soma de dois sinais;
- Multiplicação de um sinal por um valor constante;
- Derivação de um sinal (variável) em relação ao tempo;
- Integração de um sinal (variável) em relação ao tempo;
- Deslocamento no tempo (atrasar ou adiantar o sinal por uma diferença de tempo constante).

## Propriedades

### Princípio da Superposição
A propriedade mais importante de um sistema linear invariante no tempo é o princípio da superposição. Este princípio diz que a saída de um sinal formado pela combinação linear de diferentes sinais, é igual à mesma combinação aplicada aos sinais de saída gerados por cada sinal original separadamente. Ou seja, suponha a existência de dois sinais {\displaystyle x(t)} e {\displaystyle y(t)}. Cada um desses sinais, se aplicados individualmente a um certo sistema {\displaystyle H}, criam as saídas {\displaystyle x^{\prime }(t)} e {\displaystyle y^{\prime }(t)}. Se a entrada do sistema for a combinação linear {\displaystyle a\cdot x(t)+b\cdot y(t)}, a saída será {\displaystyle a\cdot x^{\prime }(t)+b\cdot y^{\prime }(t)}.

### Teorema da Convolução
O teorema da convolução é uma ferramenta extremamente útil para se trabalhar com SLITs. Para compreender o seu funcionamento, é preciso antes estudar o conceito de resposta ao impulso e de convolução.
A resposta a impulso de um sistema o caracteriza completamente, e seu sinal de saída é igual a seu sinal de entrada convoluído por sua resposta a impulso. Por causa do teorema da convolução, também é possível estudar os sistemas no domínio da frequência.
Dadas as duas respostas em frequência de dois sistemas, se ligarmos a saída de um na entrada do outro, a resposta em frequência do sistema total será dada pela multiplicação ponto a ponto das duas respostas. Assim,
{\displaystyle H_{total}(\omega )=H_{1}(\omega )\times H_{2}(\omega )}.

## Taxonomia
Sistemas SLIT podem ser dos seguintes tipos:
- SISO — Single Input, Single Output: O sistema possui uma única entrada e uma única saída.
- MISO — Multiple Input, Single Output: A equação equivalente do sistema depende de todas as entradas. Para um sistema MISO ser linear, os diferentes sinais só podem ser somados entre si. Não pode haver multiplicação entre eles ou derivação de um sinal em relação ao outro.
- SIMO — Single Input, Multiple Output: Logicamente,  é possível decompor qualquer sistema SIMO em sistemas SISO individuais.
- MIMO — Multiple Input, Multiple Output: Da mesma forma, é possível decompor qualquer sistema MIMO em sistemas MISO individuais.